# Luxemburgi N. magyar királyi herceg
Luxemburgi N. (fiú) (Buda, 1395. május 17. – Buda, 1395. május 17.) magyar királyi herceg és trónörökös. Luxemburgi Zsigmond magyar király és Anjou Mária magyar királynő egyetlen közös gyermeke, aki az anyjának lovasbalesete miatt idő előtt jött a világra, de az ellátatlansága miatt röviddel utána meghalt az édesanyjával együtt.

## Élete

### Születésének és halálának körülményei
Márki Sándor a következőképpen írja le Mária szülésének körülményeit: „Mária királyné 1395. május 17-én hétfőn, a keresztjáró napok alatt szokása szerint budai hegyek közé lovagolt ki s ott magánosan vadászgatott. Egy vízmosásnál azonban lova megbotlott, felbukott s a királynét is maga alá szorította. A szenvedett rázkódás és sérülés végzetes volt. Az eszméletlen állapotban levő Mária időelőtt szülte meg gyermekét s amely pillanatban életet adott annak, nem levén közel semmiféle segítség, ugyanazon pillanatban vesztette el saját s gyermeke életét. Úgy találták meg őket az erdőben.” A gyermek élve jött világra, és neme fiú volt. Hermann Cardauns (1847–1925) német történész 1876-ban megemlíti művében Mária halálának és szülésének körülményeit egy 1419 előtt készült névtelen szerző krónikájára alapozva. Dümmerth Dezső szintén átveszi ezt a történetet könyvének Máriáról szóló részében.
A Márki Sándor nyomán széles körben elterjedt nézet, miszerint a királynő egyedül lovagolt volna ki az erdőbe, a haláláról fennmaradt egyetlen részletes forrásból ugyanakkor nem derül ki egyértelműen. A korabeli oklevelek alapján viszont az a kép rajzolódik ki, hogy az egész királyi udvar vadászaton volt a baleset időpontja körül, ezért kérdéses, vajon a királynő teljesen egyedül lett volna.

### Halálának következményei
A királynőnek és gyermekének holttestét domonkos-rendi apácák találták meg. „A megrendítő eseménynek gyorsan híre ment. Stibor erdélyi vajda már június elején értesült róla [...].”

### Korabeli forrás
- Anonym: Cronica des koninks Sigmunds zu Ungern, 1419 (?) bis 1419.

### Szakirodalom
- Cardauns, Hermann: Chronik über Sigmund König von Ungarn. Forschungen zur deutschen Geschichte 16, 1876, 339–350.
- Dümmerth Dezső. Mária [archivált változat],  In: Dümmerth Dezső: Az Anjou-ház nyomában (magyar nyelven), Budapest: Panoráma, 502–505. o. (1982). Hozzáférés ideje: 2015. március 31. [archiválás ideje: 2014. november 8.]
- Horn, Émile: Marie d'Anjou, Roi de Hongrie, Revue Britanique, Revue Internationale, 1897.
- Márki Sándor. Mária, Magyarország királynéja 1370–1395 (magyar nyelven). Budapest: Magyar Történelmi Társulat (1885). Hozzáférés ideje: 2015. március 31.